# Rơi tự do

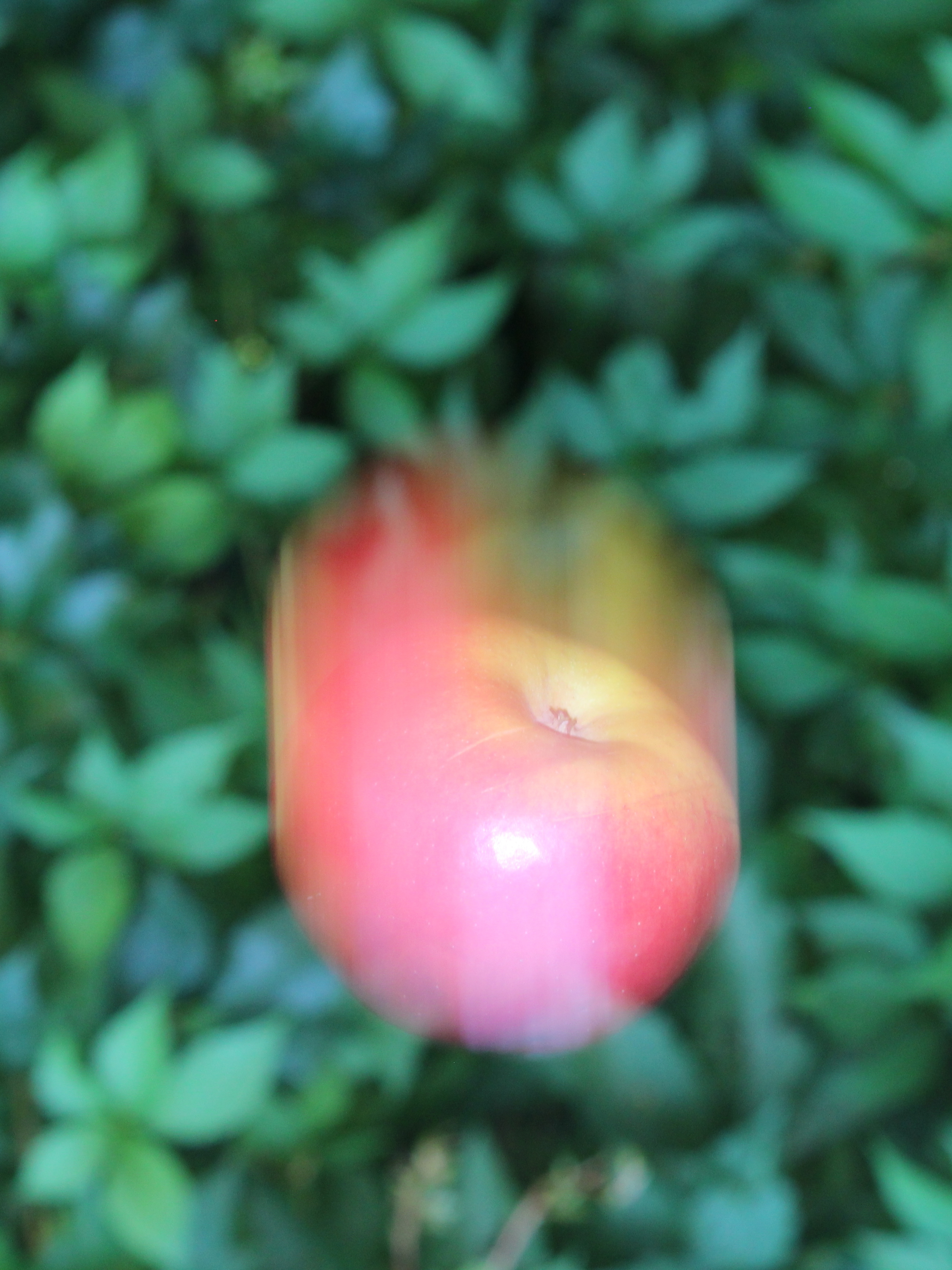
Một quả táo rơi tự do

Trong vật lý Newton, chuyển động rơi tự do là bất kỳ chuyển động nào của vật thể với lực hấp dẫn là lực duy nhất tác động lên vật thể đó. Trong bối cảnh của thuyết tương đối rộng, trọng lực bị giảm theo đường cong không gian-thời gian, một vật thể trong trạng thái rơi tự do không có lực nào tác động lên nó và chuyển động theo đường trắc địa. Bài viết này chỉ liên quan đến khái niệm rơi tự do trong vật lý Newton.
Nếu bỏ qua sức cản của môi trường ảnh hưởng lên vật thể (như không khí, nước), theo Galileo, mọi vật rơi tự do đều có cùng tốc độ.

## Đặc điểm
Chuyển động rơi tự do là chuyển động thẳng nhanh dần đều có phương là phương thẳng đứng và chiều là chiều từ trên xuống dưới và có vận tốc đầu bằng 0.
- Vận tốc của vật tại thời điểm {\displaystyle t}: {\displaystyle v=gt} ({\displaystyle g} là gia tốc trọng trường, còn được gọi là gia tốc rơi tự do)
- Quãng đường đi được của vật sau thời gian {\displaystyle t}: {\displaystyle s={\frac {gt^{2}}{2}}}
- Thời gian được của vật được tính bằng: {\displaystyle t={\sqrt {\left({\frac {2.s}{g}}\right)}}}